# Triatlón en los Juegos Panafricanos de 2019
El triatlón en los Juegos Panafricanos de 2019 se realizó en Rabat (Marruecos) del 24 al 25 de agosto. En total fueron disputadas en este deporte tres pruebas diferentes: una masculina, una femenina y una por relevo mixto.

## Resultados
| Evento       | Oro                                                            | Plata                                                          | Bronce                                                                      |
| ------------ | -------------------------------------------------------------- | -------------------------------------------------------------- | --------------------------------------------------------------------------- |
| Masculino    | Badr Siwan Marruecos                                           | Mehdi Esadiq Marruecos                                         | Osama Beruan Argelia                                                        |
| Femenino     | Basmla Elsalamoni · Egipto                                     | Laurelle Brown Zimbabue                                        | Andie Kuipers Zimbabue                                                      |
| Relevo mixto | Sirin Fatum Ons Layili Mohamed Aziz Sebai Seifedin Selmi Túnez | Imen Maldyi Osama Beruan Kahina Mebarki Nazim Benyeles Argelia | Rehab Husein · Mohamed Shehata · Basmla Elsalamoni · Mohamed Jalil · Egipto |

## Medallero
| Núm. | País      | Oro | Plata | Bronce | Total |
| ---- | --------- | --- | ----- | ------ | ----- |
| 1    | Marruecos | 1   | 1     | 0      | 2     |
| 2    | Egipto    | 1   | 0     | 1      | 2     |
| 3    | Túnez     | 1   | 0     | 0      | 1     |
| 4    | Argelia   | 0   | 1     | 1      | 2     |
| 4    | Zimbabue  | 0   | 1     | 1      | 2     |
|      | TOTAL     | 3   | 3     | 3      | 9     |